# خانه بلال
خانه بلال مربوط به دوره قاجار است و در کاشان، خیابان علوی، محله سوریجان واقع شده و این اثر در تاریخ ۱۶ دی ۱۳۸۷ با شمارهٔ ثبت ۲۴۴۵۶ به‌عنوان یکی از آثار ملی ایران به ثبت رسیده است.